# Demokratische Opposition Serbiens
Die Demokratische Opposition Serbiens (Демократска опозиција Србије, ДОС; Demokratska opozicija Srbije, DOS) war ein Zusammenschluss politischer Parteien in Serbien, der im Jahr 2000 als Bündnis gegen die herrschende Sozialistische Partei Serbiens (SPS) und ihren Vorsitzenden, Slobodan Milošević, gegründet wurde. Der DOS-Kandidat Vojislav Koštunica gewann im September 2000 die Wahl zum Präsidenten der Bundesrepublik Jugoslawien. Die DOS gewann anschließend bei der Parlamentswahl im Dezember 2000 eine Zweidrittelmehrheit. Das Bündnis bildete eine Regierung mit Zoran Đinđić an der Spitze, die auch nach der Ermordung Đinđić' im März 2003 bis zum Dezember 2003 im Amt blieb.

## Mitglieder
DOS war ursprünglich ein Bund aus 18 Parteien:
- Demokratische Partei (DS) (Zoran Đinđić)
- Demokratische Partei Serbiens (DSS) (Vojislav Koštunica)
- Bürgerbund Serbiens (GSS) (Goran Svilanović)
- Demokratisch-christliche Partei Serbiens (DHSS) (Vladan Batić)
- Neues Serbien (NS) (Velimir Ilić)
- Liga der Sozialdemokraten Vojvodinas (LSV) (Nenad Čanak)
- Sozialdemokratische Union (SDU) (Žarko Korać)
- Bund der vojvodinischen Ungarn (SVM) (József Kasza)
- Reformistische demokratische Partei Vojvodinas (RDSV) (Miodrag Isakov)
- Koalition Vojvodinas (KV) (Dragan Veselinov)
- Sozialdemokratie (SD) (Vuk Obradović)
- Bewegung für ein demokratisches Serbien (PDS) (Momčilo Perišić)
- Sandžaker demokratische Partei (SDP) (Rasim Ljajić)
- Liga für Šumadija (LŠ) (Branislav Kovačević)
- Verein freier und unabhängiger Gewerkschaften (ASNS) (Dragan Milovanović)
- Dreiparteienbündnis DAN:
  - Demokratische Alternative (Nebojša Čović)
  - Neue Demokratie (ND) (Dušan Mihajlović)
  - Demokratisches Zentrum (DC) (Dragoljub Mićunović)

Die Serbische Erneuerungsbewegung (SPO) Vuk Draškovićs war ursprünglich Teil der Allianz, verließ sie jedoch nach kurzer Zeit.

## Geschichte
Die DOS-Regierung unter Zoran Đinđić setzte 2001 im Zuge von Reformen einige unpopuläre Maßnahmen wie Privatisierungen durch. Die Opposition machte sie für die damit einhergehende steigende Arbeitslosigkeit verantwortlich. Am 1. April 2001 wurde Slobodan Milošević verhaftet und am 28. Juni  an den Internationalen Strafgerichtshof für das ehemalige Jugoslawien nach Den Haag ausgeliefert. Die Ermordung des Geheimdienstmitarbeiters Momir Gavrilović am 3. August 2001 wurde gemeinhin der Regierung angelastet und sorgte für ein negatives Medienecho. Zwei Wochen später verließ die Demokratische Partei Serbiens (DSS) die Regierung und das Parteienbündnis.
Nach der Ermordung Zoran Đinđićs im Jahr 2003 begann das Bündnis zu zerfallen. Nach einigen weiteren Affären und Korruptionsskandalen verlor die DOS-Regierung das Vertrauen des Parlaments. In Folge wurde im November 2003 eine außerordentliche Parlamentswahl beschlossen, die am 28. Dezember stattfand. Da die im Bündnis vertretenen Parteien bei dieser Wahl einzeln antraten, bedeutete dies das Ende der DOS-Allianz.